# خليج نيويورك السفلي

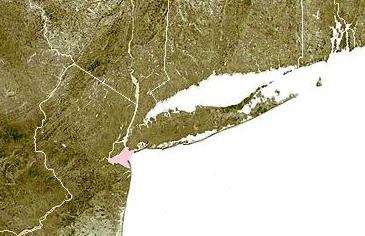
خليج نيويورك السفلي يظهر باللون الوردي

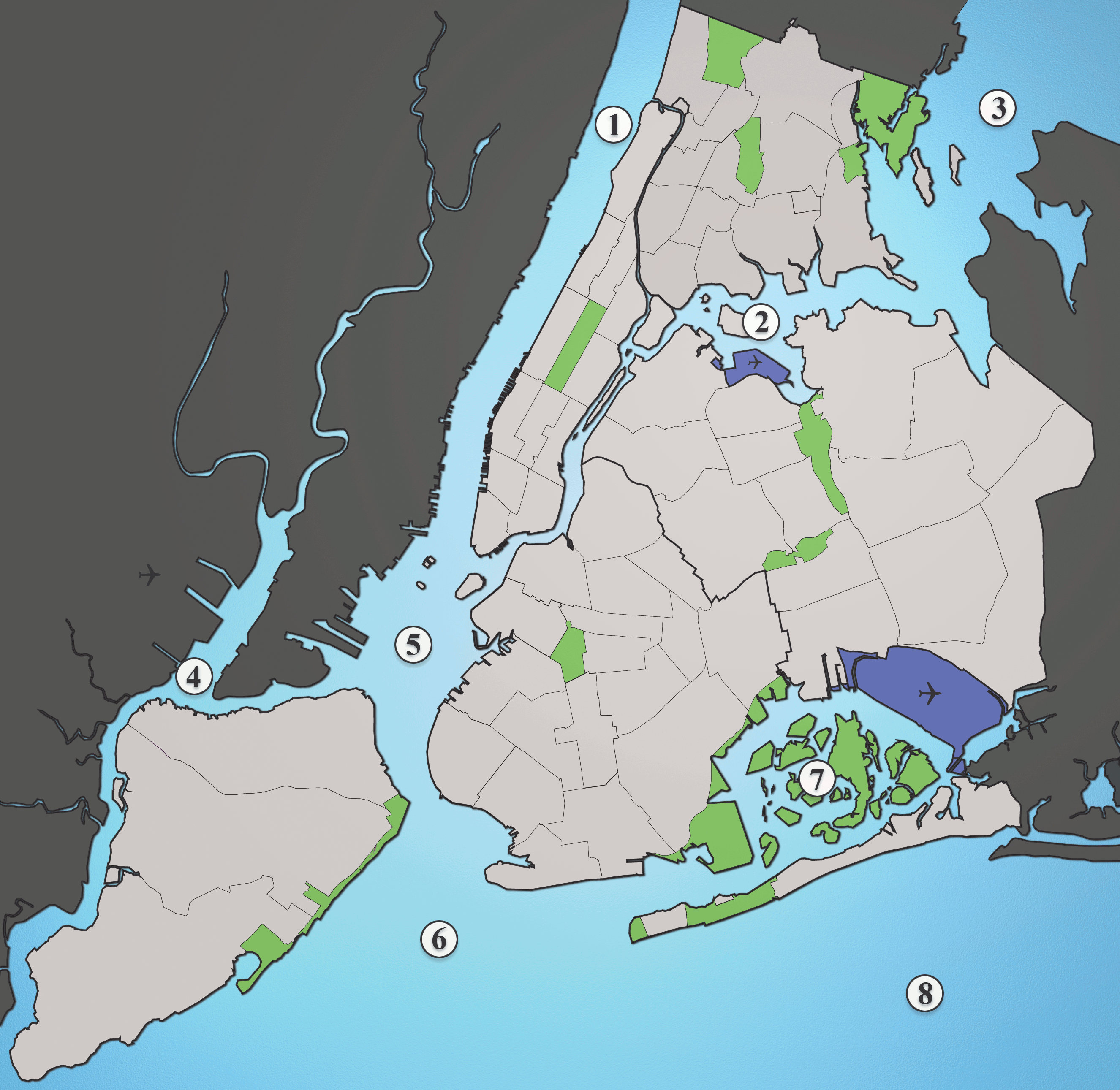
مجاري نهر هدسون المائية: 1. نهر هدسون ، 2. نهر إيست ، 3. لونغ آيلاند ساوند ، 4. خليج نيوآرك ، 5. خليج نيو يورك ، 6. خليج نيويورك السفلى ، 7. جامايكا باي ، 8. المحيط الأطلسي

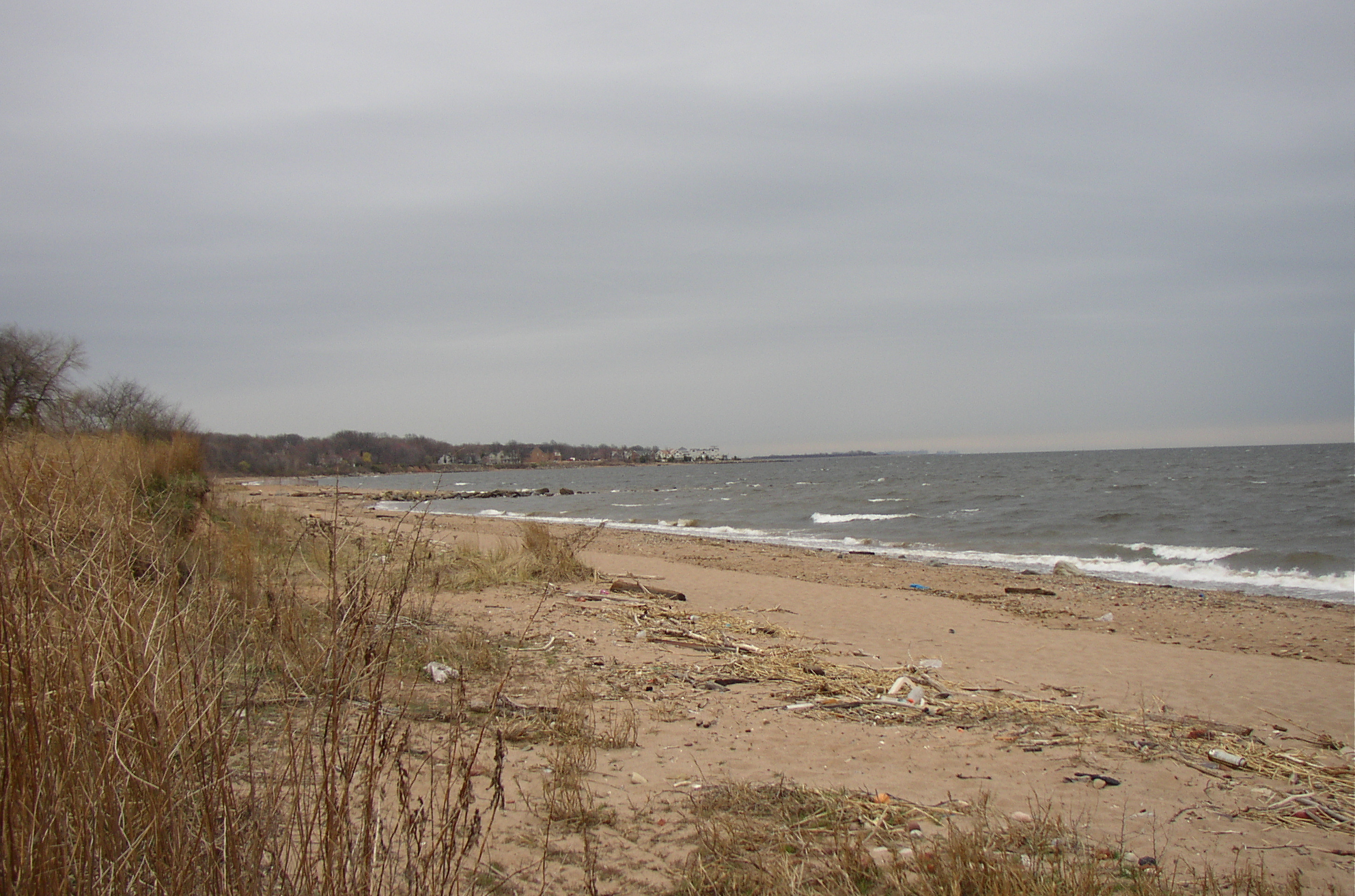
منظر لخليج نيويورك السفلي من حديقة وولف بوند في جزيرة ستاتن

خليج نيويورك السفلى (بالإنجليزية: Lower New York Bay) هو جزء من خليج نيويورك جنوب المضيق ، وهو مضيق المد والجزر الضيق نسبيا بين شواطئ جزيرة ستاتن وبروكلين . يفتح الطرف الجنوبي للخليج مباشرة على المحيط الأطلسي بين نقطتين من الأرض ، ساندي هوك ، نيو جيرسي ، وروكواي ، كوينز ، في لونغ آيلاند . الجزء الجنوبي بين جزيرة ستاتن ونيوجيرسي ، عند مصب نهر راريتان ،الذي يدعى خليج راريتان . يمتد وادي هدسون ، وهو مجرى النهر القديم لنهر هدسون والذي كان موجودا خلال العصر الجليدي الأخير عندما كانت مستويات المحيط منخفضة ، جنوب شرق خليج نيويورك السفلى لمئات الأميال إلى المحيط الأطلسي. الجزء القريب من المحيط الأطلسي بين نيو جيرسي ولونج آيلاند هو نيويورك بايت.

## التاريخ والجغرافيا
منذ ما قبل وقت ليناب ، سكان أمريكا الأصليين في المنطقة ، حافظ الخليج السفلى على نظام إيكولوجي بحري غني يضم أنواعًا متعددة من الأسماك والرخويات ، خاصة قاع المحار والمحار الملزمي وبلح البحر .بسبب زيادة عدد السكان والتلوث الصناعي في القرن العشرين انخفضت جودة المياه في الخليج وقدرته على دعم الحياة البحرية بشدة. بدأت نوعية المياه في الخليج تتحسن مع إقرار قانون المياه النظيفة لعام 1972.
قناة الشحن الرئيسية عبر خليج نيو يورك هي قناة أمبروز ، بعرض 2000 قدم وعلى عمق 40 قدم. القناة قابلة للملاحة بواسطة السفن التي يصل طولها إلى 37 قدم عند الجزر. تم تمييز مدخل قناة أمبروز لسنوات عديدة من قبل سفينة لايت أمبروز التي حلت محلها أمبروز لايت .
يحتوي الخليج على شواطئ شهيرة على شاطئ برايتون وجزيرة كوني في بروكلين . هناك أيضا شواطئ في جزيرة ستاتن. تقع شواطئ ساندي هوك و روكوايز خارج الخليج مباشرة مقابل المحيط الأطلسي.

### المنارات
تم بناء العديد من المنارات للمساعدة في الملاحة في محيط خليج نيويورك السفلى ، وتقع وفي الأرض وفي الخليج نفسه. الأقدم ، في ساندي هوك، تم بناؤه في العصور الاستعمارية.
في نيو جيرسي:
- شابيل هيل رانج لايت
- منارة كونوفر
- غريت بادس لايت
- أضواء نافيسينك التوأم
- ضوء ساندي هوك

في نيويورك:
- كوني ايلاند لايت
- نيو دروب لايت
- برينس باي لايت
- جزيرة ستاتين لايت
- فورت وادزورث لايت

داخل خليج نيويورك السفلى:
- رومر شول لايت
- ضوء الضفة الغربية
- اولد اوركارد شوال لايت

### الجزر
توجد جزيرتان صناعيتان صغيرتان في خليج نيويورك السفلى، يقع كلاهما على بعد ميل بحري من الشاطئ الجنوبي ، جزيرة ستاتين .
- تم إنشاء جزيرة هوفمان في عام 1873 من اوركارد شوالز. تم تسميتها نسبة جون تومسون هوفمان عمدة مدينة نيويورك السابق (1866 – 1868) وحاكم نيويورك الحالي (1869 – 1871) . تغطي جزيرة هوفمان 11 فدانًا (4.45 هكتار).
- تقع جزيرة سوينبرن ، التي تبلغ مساحتها حوالي 4 فدانات (16000 متر مربع) ، مباشرة في الجنوب.[7] سميت جزيرة سوينبرن في الأصل جزيرة ديكس ، ولكن تمت إعادة تسميتها تكريما للدكتور جون سوينبرن ، وهو جراح عسكري شهير خلال الحرب الأهلية.[8]

في أوائل القرن العشرين ، استُخدمت كلتا الجزيرتين كمحطة للحجر الصحي ، حيث تم العثور على مساكن للمهاجرين المصابين بأمراض معدية عندما هبطوا في جزيرة إليس . في بداية الحرب العالمية الثانية ، استخدمت الولايات المتحدة للتجارية البحرية الجزيرتين كمحطة تدريب (التي افتتحت عام 1938) ؛  أكواخ كوناست التي بنيت خلال هذه الفترة لا تزال قائمة في جزيرة سوينبرن.
وكان الاستخدام الرئيسي الآخر للجزيرتين خلال الحرب العالمية الثانية بمثابة مراسي للشبكات المضادة للغواصات حيث كانت مسيجة قبالة خليج نيويورك من جهة المحيط الأطلسي لإبعاد غواصات العدو. كلتا الجزر الآن جزء من منطقة بوابة الترفيه الوطنية .
كانت قلعة لافاييت تقع على جزيرة صغيرة في المضيق، قبالة شاطئ بروكلين. تمت إزالة تلك الجزيرة أثناء بناء جسر فيرازانو - ناروز . كوني آيلاند ، التي كانت في الأصل مفصولة عن الشاطئ الجنوبي لمدينة بروكلين بواسطة مضيق ضيق ، تم ربطها منذ ذلك الحين بالجزء الرئيسي من لونغ آيلاند عن طريق المكب ، وهي الآن شبه جزيرة رغم اسمها.